# Karah Parshad
El Karah Parshad, es un alimento dulce que, en el sijismo, está a disposición de las personas que visitan la gurdwara, el templo sij, se entrega generalmente después de la recitación de la oración Ardas. Este alimento está hecho con una tercera parte de ghee, un tercio de azúcar, y un tercio de harina de trigo integral. El karah parshad se encontraba entre los antiguos ritos de los arios, en los cultos anteriores al hinduismo, en estos ritos los fieles ofrecían comida a sus dioses. El karah parshad debe prepararse en una cocina santificada, generalmente la cantina del templo, el langar. Los himnos sagrados se pueden recitar durante la preparación del parshad. 
Normalmente, es costumbre que el kirpán toque la comida preparada antes de su distribución. El jefe del templo recuerda entonces la creación de la fraternidad de la khalsa. Independientemente del rango y la casta de la persona, el creyente recibe el karah parshad, este gesto simboliza la recepción de la gracia divina, esta tradición se remonta al menos a los tiempos del Gurú Arjan Dev Ji. El karah parshad también se ofrece en la ceremonia del bautismo sij, el Amrit sanchar. El karah parshad es también un gesto de hospitalidad hacia los visitantes del templo.